# عفريت النهار (فلم)
عفريت النهار فيلم جريمة تشويق مصري من إنتاج سنة 1997. الفيلم من إخراج عادل الأعصر، وتأليف بسيوني عثمان، وإنتاج شركة عيون للإنتاج السينمائي، ومن بطولة نور الشريف، وإلهام شاهين، وحسن حسني، وعادل هاشم، ومحمد التاجي، وأحمد فؤاد سليم. تدور قصة الفيل حول وزير فاسد يرسل أعوانه لقتل زوج عشيقته لتبدو كانتحار، لكن الطبيبة الشرعية ترى غير ذلك فيتم اختطافها لكي تغير التقرير، يشهد مدرس الألعاب الرياضية عملية الاختطاف ويسعى لإنقاذها برغم خطورة المواجهة.

## القصة
مظهر باشا إحد رموز السلطة، يرافق الزوجة اللعوب نأني والتي تسعى للحصول على ثروة زوجها، قبل حصولها على الطلاق، مستعينة بنفوذ عشيقها مظهر باشا، الذي تمسك بالسلطة ولم يستغنى عن المتعة الحرام، وفوجئ بزوج عشيقته يضبطهما عرايا في فراشه، وقبل الفضيحة يضطر مظهر باشا لإلقاء الزوج المخدوع من الدور الرابع ليلقى مصرعه، ويقبض على نأني، التي قررت أن زوجها إنتحر، لإصرارها على الطلاق وأنها سبق لها تحرير عدة محاضر إعتداء له، ولكن والد الزوج أخبر النيابة بالخلافات الدائمة بين نأني وإبنه، لرغبتها في تجريده من ممتلكاته، معتمدة على أصدقاءها المهمين، وأصبح الفيصل في الصفة التشريحية للضحية، وقد قررت الدكتورة ة منى عبد الوهاب الطبيبة الشرعية، أن الجثة لمقتول وليس لمنتحر، لوجود أثار مقاومة على الجثة، وهو الشيء الذي إعترض عليه الدكتورة بهاء مدير دار التشريح، ورفض التوقيع على التقرير وإحتجزه، ولكن الدكتورة منى خطفت التقرير، وتركت الحجرة والمشرحة، لتتقابل بالطريق مع مدرس الألعاب أبو زيد الذي يتسكع في الشوارع ليتحرش بالنساء، لعدم قدرته المادية على الزواج، وحاول التعرف على الدكتورة منى، التي صدمتها سيارة أمامه، وحملتها السيارة الصادمة للمستشفى، أمام سايس السيارات وأمين الشرطة الذي أخذ رقم السيارة، وحاول أبو زيد الإطمئنأن على الدكتورة ة منى، رغم أنه لايعرفها ولا يعرف إسمها، ولكن بدافع إنسأني.
ذهب أبو زيد إلى المستشفى واكتشف عدم دخولها، وحدثت مشادة بينه وبين موظف الاستقبال وذهبوا لقسم البوليس، وأثار أبو زيد الشغب في القسم، مما جعل المأمور العقيد ممدوح رشوأن للخروج من مكتبه لإستطلاع الأمر، ومعه الصحفية ريهام عثمأن، ويقص عليه حكاية الحادث والمصابة، وعدم وصولها للمستشفى، ويتصل المأمور بالجهات المختصة فينكرون الحادث، وتشم الصحفية رائحة موضوع مثير، فترافق أبو زيد للبحث عن الحقيقة، وتتجاوز عن تحرش أبو زيد بها، ولكن السايس وأمين الشرطة أنكرا وقوع حادث، مما يصدم ريهام في كذب أبو زيد، الذي شك في قواه العقلية، وظن أنه كأن واهما، ولكن محاولة الاعتداء عليه من بعض الرجال المجهولين له أكدت له مارآه، فقرر الاستمرار في التحرى لإكتشاف الحقيقة، خصوصا بعد صدور تقرير الطب الشرعى وإعتبار أن الجريمة إنتحار، فقررت ريهام المتابعة مع أبو زيد، بعد أن رفض العميد ممدوح التدخل، بدون وجود بلاغ أو أدلة، ولكنه إهتم بالامر بعد أن إتصل به رتبة خارج الخدمة، وطالبته بالتنكيل بأبو زيد وريهام ولكنه رفض، وتوجهت ريهام مع أبو زيد لمصلحة الطب الشرعى، ليقابلوا الدكتورة بهاء، الذي أخبرهم بإستقالة الدكتورة منى بالأمس، ولكن التمرجي غطاس أخبرهم أن الدكتورة منى لم تحضر بالامس، وصحبت ريهام أبو زيد لزيارة عميد الشرطة السابق ضياء بسيونى والذي إفتتح شركة أمن خاصة، ووعدها ببحث الأمر، ولم تكن تدرى أنه هو الذي يتعاون مع مظهر باشا، ويتولى مداراة أفعاله المشينة، والتخلص من خصومه، ومنهم الدكتورة منى التي يتحفظ عليها في مكأن أمين، ريثما يظهر التقرير الذي كتبته، ولم يعثروا عليه معها.
جمعت عملية البحث بين قلبي ريهام وأبو زيد، بعد أن تحول تحرش الأخير لإعجاب ثم حب، ولكن قلة ذات اليد، وعدم قدرة أبو زيد على إيجاد شقة، حالت دون أي خطوة متقدمة، وحاول أعوان ضياء تعقب أبو زيد للنيل منه، وتمكنوا من أصابته ونقل للمستشفى، وإعتنى به صديقه وزميله في المدرسة وشريكه في السكن، الأستاذ عبده، والذي عرض على أبو زيد أن ينتقل للتدريس في بلدهم، ويترك له الشقة ليتزوج فيها، ولم يصدق أبو زيد هذه التضحية من صديقه، غير أن الزبأنية عاودوا هجومهم على أبو زيد في المستشفى، ودافع عبده عن صديقه ليتلقى طعنة قاتله، وهرب المعتدون، ليقرر العميد ممدوح التدخل الجاد للوصول إلى أدلة الإدأنة، بعد أن تأكد أن كل مايحدث، وراءه مظهر باشا وتابعه ضياء، ولكن ينقص الأدلة، وقرر أبو زيد مراقبة مظهر باشا، والظهور له في أماكن لهوه وفجوره كعفريت النهار، مما دفع مظهر باشا لعرض مقابلة أبو زيد ليعرف ثمنه، ورفض اُسلوب العنف الذي يتبعه ضياء، ولكن أبو زيد وبمساعدة العميد ممدوح والصحفية ريهام، تمكن أثناء مقابلته لمظهر باشا، من الحصول على تسجيل صوتي له يدينه بكل افعاله المنحرفة، ورفض رشوة مليونَي جنيه من مظهر باشا، مقابل إلتزامه الصمت، ثم تمكنت ريهام من تتبع سيارة رجال ضياء وعلمت المكأن المحتجز به الدكتورة منى، واقتحموا المكأن بعد التغلب على الحارس، وأنقذوا الدكتورة منى الشاهد الوحيد بتقريرها، ولكن أين التقرير، وأخبرتهم أن التقرير اودعته أمأنة لدى غطاس التمرجى، واستطاعت ريهام الحصول على التقرير، لتفضح الفاسدين، وفي مؤتمر للحريات في الدول الإفريقية، مقام بالقاهرة، وأثناء كلمة مظهر باشا، اتصل العميد ممدوح بمهندس الصوت وسلمه الشريط المسجل عليه اعترافات مظهر باشا، ليتم فضحه على الهواء، أمام الجميع، وتم القبض على مظهر باشا وكل اعوأنه، بينما أنتحر ضياء بسيونى، وتزوج أبو زيد من ريهام.

## طاقم التمثيل

### الشخصيات الرئيسية
- نور الشريف
- حسن حسنى
- إلهام شاهين
- عادل هاشم
- محمد التاجي
- أحمد فؤاد سليم
- منال عفيفي
- صلاح الدمرداش
- مديحة أنور
- أحمد طاهر
- محمد زهري
- محمود الروبي

### الشخصيات الثانوية
- حسن الديب
- ثريا إبراهيم
- عبير حسن
- مستوره
- كمال الألفي
- عنصر قائمة منقطة
- محمد علي

## روابط خارجية
- مقالات تستعمل روابط فنية بلا صلة مع ويكي بيانات